# (26955) Lie
(26955) Lie (1997 MR1) – planetoida z pasa głównego asteroid okrążająca Słońce w ciągu 3,49 lat w średniej odległości 2,3 j.a. Odkryta 30 czerwca 1997 roku.